# Ліффорд
Ліффорд (англ. Lifford, ірл. Leifear) — місто в Ірландії, адміністративний центр графства Донегол (провінція Ольстер), входить до числа найбільших поселень графства. Часто помилково вважається, що центром є найбільше місто за населенням у графстві — Леттеркенні. Місто знаходиться на кордоні із Північною Ірландією, яка відділена річкою Фін.

## Історія
Ліффорд виріс у 16 столітті навколо замку, заснованого Магнусом О'Доннелом (замок, у свою чергу, було закладено у травні 1527 року).

## Освіта
У Ліффорді діє 5 початкових шкіл, для продовження навчання у середній школі учні вирушають до найближчих містечок. У 5 школах у 2012/2013 навчальних роках навчалося 399 учнів.

## Пам'ятки, історичні споруди
- Церква Св. Лугадіуса (1621)
- Каванакор-Хаус (17 століття)
- Ліффордський суд (1746)
- Ліффордський шпиталь (1773)
- Початкова школа (1880)
- Костьол Св. Патрика (1963)

## Транспорт
Містом проходять 3 важливі національні дороги. З 1909 по 1960 роки у місті діяла залізнична станція.

## Спорт
У Ліффорді діє 6 спортивних клубів, зокрема 2 футбольних. Є стадіон.

## Видатні уродженці
- Шей Гівен